# San Santiago en Augusta (título cardenalicio)
Santiago en Augusta es un título cardenalicio de la Iglesia Católica. Fue instituido por el papa Francisco en 2014 con la carta apostólica Purpuratis Patribus.

## Titulares
- Chibly Langlois (22 de febrero de 2014)